# Texas Battle
Texas Quency Battle más conocido por Texas Battle (9 de agosto de 1980) es un actor estadounidense. Es conocido por sus papeles en películas de Hollywood como Coach Carter, Destino final 3, Wrong Turn 2: Dead End y Dragonball Evolution.

## Biografía
Texas se define como "un atleta y algunos podrían incluso decir, un hombre renacentista, con carácter y estilo que es a la vez original y refrescante. Si él no está trabajando en su próximo guion, Texas puede encontrarse en la playa, tirando aros, o trabajando en su próximo rap".
Su formación comenzó en la Universidad de Texas, donde se especializó en Kinesiología. Al graduarse, comenzó a Texas sustituir la enseñanza antes de seguir sus sueños a Los Ángeles. Texas gasta la gran mayoría de su tiempo actuando y preparando sus películas y funciones y su perfeccionamiento de las habilidades artesanales. Sus otros créditos de televisión incluyen The Bernie Mac Show, The Parkers y Committed en la NBC. Texas reside actualmente en Los Ángeles.

## Carrera Cinematográfica
Texas debutó en la serie 7 Lives Xposed, pero dio el salto con su papel en Coach Carter interpretando a Maddux. Es también recordado por su papel en One Tree Hill como Tony Battle. En 2006 participó en Destino final 3, dirigida por James Wong, interpretando a Lewis Romero. Durante 2007 y 2008 ha participado en varias películas y series pero en 2009 dará el salto con su próxima película, Dragonball Evolution de 20th Century Fox con Justin Chatwin, James Marsters y Chow Yun-Fat. Su último trabajo, Let's Ride, interpreta a ATL. 

## Filmografía

#### Películas
| Año  | Película                   | Personaje        | Notas               |
| ---- | -------------------------- | ---------------- | ------------------- |
| 2001 | 7 Lives Xposed             | Curt             |                     |
| 2005 | Coach Carter               | Maddux           |                     |
| 2006 | Destino final 3            | Lewis Romero     |                     |
| 2006 | Even Money                 | Darius Jackson   |                     |
| 2007 | Wrong Turn 2: Dead End     | Jake             |                     |
| 2008 | Senior Skip Day            | Lamar Washington |                     |
| 2008 | 12 Miles of Bad Road       | Keeshawn Diamond | Serie de televisión |
| 2008 | The Bold and the Beautiful | Marcus Walton    | Serie de televisión |
| 2008 | Hydra                      | Ronnie Kaplan    |                     |
| 2008 | Hittin' the Bricks         | Mello            |                     |
| 2008 | Let's Ride                 | ATL              |                     |
| 2009 | Dragonball Evolution       | Carey Fuller     |                     |
| 2010 | Boggy Creek                | Tommy Davis      |                     |
| 2011 | The Task                   | Dixon            |                     |
| 2016 | Marauders                  | T.J. Jackson     |                     |
| 2016 | Greater                    | Anthony Lucas    | Netflix original    |
| 2018 | F.R.E.D.I.                 | Brody            |                     |
| 2019 | 10 Minutes Gone            | Richard          |                     |
| 2019 | Trauma Center              | Tull             |                     |
| 2020 | Hard Kill                  | Fox              |                     |
| 2020 | Pursued                    | Nathan           |                     |
| 2010 | Wrong Place                | Capitán East     |                     |

#### Televisión
| Año       | Serie                      | Personaje                        | Notas               |
| --------- | -------------------------- | -------------------------------- | ------------------- |
| 2005      | Committed                  | Tony                             | Serie de televisión |
| 2005      | All of Us                  | Thomas Harper                    | Serie de televisión |
| 2005      | One Tree Hill              | Tony Battle                      | Serie de televisión |
| 2008      | 12 Miles of Bad Road       | Keeshawn Diamond                 | Serie de televisión |
| 2008      | The Bold and the Beautiful | Marcus Walton                    | Serie de televisión |
| 2012      | Death Valley               | Oficial Jonh "Jonh John" Johnson | Serie de televisión |
| 2018      | Strange Angel              | Murphy                           | 1 episodio          |
| 2018-2020 | 5th Ward: The series       | Tony                             | 5 episodios         |